# Suno
Suno (Suna in piemontese, Sön in lombardo) è un comune italiano di 2 656 abitanti della provincia di Novara in Piemonte.

## Geografia fisica
Suno sorge nel cosiddetto "medio novarese", a circa 23 km da Novara e 10 km da Borgomanero, all'interno della valle del torrente Meja, che lo divide in due parti. Il territorio è in buona parte collinare; su queste colline viene prodotta sia l'uva fragola (che dà anche vita ad una tradizionale festa nel mese di agosto) sia il vino, il paese fa infatti parte delle Città del vino.
Nella zona pianeggiante del territorio (in direzione di Vaprio d'Agogna e Cressa) si coltivano mais e soia, quest'ultima introdotta negli ultimi anni. Le coltivazioni a risaie, che una volta erano presenti in gran numero, sono ormai sparite.

## Monumenti e luoghi d'interesse

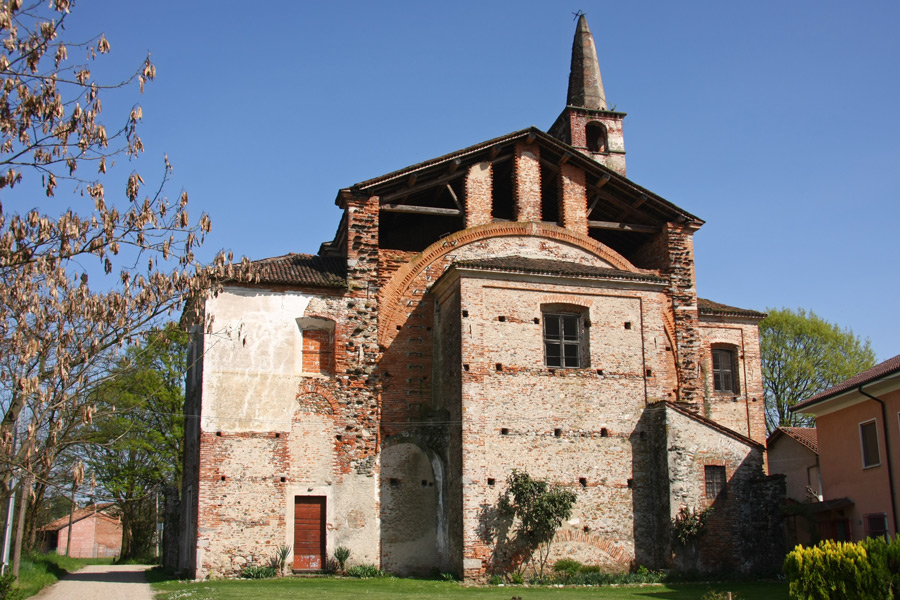
La Pieve di San Genesio

Nella parte alta del paese si trova il Castello e il Parco Della Porta. Si tratta di un fortilizio di epoca medievale ristrutturato da Maurizio della Porta alla fine dell'Ottocento, oggi diventato casa di riposo per anziani.
Fuori dell'abitato, lungo l'antica via Francigena, si trova l'antica parrocchiale e pieve di San Genesio (conosciuta dai sunesi anche come chiesa del diavolo), raggiungibile dalla provinciale che conduce a Vaprio d'Agogna. Al suo interno si trova la tomba sepolcrale della famiglia Della Porta. Il 22 aprile 2012 un fulmine ha provocato il crollo parziale del campanile, poi in seguito ripristinato.  
La chiesa parrocchiale della Santissima Trinità venne costruita nel XVIII secolo dopo l'unificazione delle due antiche parrocchie di San Genesio e di Santa Maria. 
Nel territorio di Suno è presente un masso erratico chiamato la Preja da scalavè. Si tratta di un monolitico serpentino dalla forma arrotondata e vagamente conica di circa 4 metri di base per 5 di altezza, depositato dalle glaciazioni dell'era Neozoica o Quaternaria.

## Società

### Evoluzione demografica
Abitanti censiti

## Cultura

### Musei
- Museo degli attrezzi agricoli contadini[6] fondato da Maurizio Andorno nel 1981.
- Museo Ferroviario di Suno.[7]

### Istruzione

#### Ricerca
Nei pressi del confine con il comune di Mezzomerico è presente un osservatorio astronomico, sorto su iniziativa di un gruppo di appassionati costituitosi nell'Associazione provinciale astrofili novaresi nel marzo del 1968.

## Infrastrutture e trasporti

### Ferrovie
Il paese è servito da una stazione ferroviaria sulla ferrovia Domodossola-Novara, situata presso la frazione Baraggia.

## Amministrazione
Di seguito è presentata una tabella relativa alle amministrazioni che si sono succedute in questo comune.
| Periodo        | Periodo        | Primo cittadino            | Partito                                                        | Carica              | Note  |
| -------------- | -------------- | -------------------------- | -------------------------------------------------------------- | ------------------- | ----- |
| 7 giugno 1985  | 7 giugno 1990  | Gian Mario Andina          | Democrazia Cristiana                                           | Sindaco             | [ 8 ] |
| 7 giugno 1990  | 9 ottobre 1993 | Carlo Giuseppe Prone       | Partito Democratico della Sinistra, Partito Comunista Italiano | Sindaco             | [ 8 ] |
| 9 ottobre 1993 | 13 giugno 1994 | Paolo Merenda              |                                                                | Comm. straordinario | [ 8 ] |
| 13 giugno 1994 | 25 maggio 1998 | Carlo Giuseppe Prone       | t.pds                                                          | Sindaco             | [ 8 ] |
| 25 maggio 1998 | 28 marzo 2000  | Luciano Bruno Sacchi       | sinistra                                                       | Sindaco             | [ 8 ] |
| 20 aprile 2000 | 14 maggio 2001 | Mariano Savastano          |                                                                | Comm. straordinario | [ 8 ] |
| 14 maggio 2001 | 30 maggio 2006 | Riccardo Giuseppe Brigatti | centro-destra                                                  | Sindaco             | [ 8 ] |
| 29 maggio 2006 | 16 maggio 2011 | Nino Cupia                 | centro-sinistra                                                | Sindaco             | [ 8 ] |
| 16 maggio 2011 | 5 giugno 2016  | Nino Cupia                 | lista civica Partecipiamo                                      | Sindaco             | [ 8 ] |
| 5 giugno 2016  | 4 ottobre 2021 | Riccardo Giuliani          | lista civica Tutti per Suno                                    | Sindaco             | [ 8 ] |
| 4 ottobre 2021 | in carica      | Riccardo Giuliani          | lista civica Tutti per Suno                                    | Sindaco             | [ 8 ] |

### Gemellaggi
- Veynes, dal 2020

## Sport
Maggior squadra calcistica di Suno è stata storicamente la Sunese: fondata nel 1924, giocava in maglia nera e non si è mai spinta oltre le categorie dilettantistiche piemontesi. Ha cessato le attività nel 2013. Nel 2020 la squadra è stata rifondata, e si è iscritta alla terza categoria.
La pratica di tale sport in ambito comunale è passata dunque in capo all'Associazione Sportiva Dilettantistica 1924 Suno F.C.D., sodalizio di puro settore giovanile fondato nel 2005, affiliato all'Inter e al Gozzano.
Maggior impianto di gioco è il campo sportivo comunale di viale Voli.